# Trawniki (województwo opolskie)
Trawniki (dodatkowa nazwa w j. niem. Trawnig) – wieś w Polsce położona w województwie opolskim, w powiecie kędzierzyńsko-kozielskim, w gminie Pawłowiczki. 
W latach 1975–1998 miejscowość położona była w województwie opolskim. Zgodnie z Narodowym Spisem Powszechnym Ludności i Mieszkań z 2011 roku liczba ludności we wsi Trawniki to 329.

## Nazwa
Nazwa pochodzi od polskiego określenia oznaczającego - "trawnik". Heinrich Adamy w swoim dziele o nazwach miejscowych na Śląsku wydanym w 1888 roku we Wrocławiu wymienia najstarszą nazwę miejscowości w polskiej formie "Trawnik" tłumacząc jej znaczenie "Wiesenthal. Grasplatz" czyli po polsku "Łąka, trawnik".
Wieś wzmiankowana po raz pierwszy w łacińskim dokumencie z 1224 roku wydanym przez Wawrzyńca biskupa wrocławskiego gdzie zanotowana została w zlatynizowanej, staropolskiej formie „Trawnizc”. Nazwa została zgermanizowana przez Niemców na Trawnig. W 1936 roku ze względu na polskie pochodzenie naziści zmienili nazwę na całkowicie niemiecką Grünweide.

## Historia
W 1538 roku właścicielem dóbr rycerskich Trawniki został Henryk Larisch von Nimsdorf, na zlecenie którego zbudowano niewielki pałac. 
Od końca XVIII w. wieś posiadała własną pieczęć gminną, na której wizerunku przedstawiono chłopa trzymającego kosę. 
W 1772 roku majątek przeszedł w ręce Claudiusa Sylvnis von Goldfu, a następnie w 1800 r. Henryk von Sack. W 1839 roku wieś zakupił Eugeniusz Halveti. 
Ostatecznie od 1852 roku dobra przejmuje Franz von Wallhofen i w rękach tej rodziny pozostaje aż do 1945 roku. 
W 1859 roku Franz von Wallhofen nakazał rozebranie starego dworu i w jego miejsce rozpoczyna budowę nowego pałacu, wokół którego urządzono park w stylu krajobrazowym. W 1912 roku rezydencja spłonęła i w jej miejscu zbudowano nowy skromniejszy pałac.
W latach 50. XX w obiekcie urządzono ośrodek opieki dla osób niewidzących oraz niedowidzących, którym zarządzały siostry pallotynki. 

## Zabytki
Do wojewódzkiego rejestru zabytków wpisany jest:
- zespół pałacowy, z XIX-XX:
  - Pałac w Trawnikach, z poł. XVI w. - pierwszy właściciel - Henryk Lariesch von Nimsdorf, następnie ród von Wallnohoffen.
  - XIX wieczny park krajobrazowy

inne zabytki:
- kościół filialny pw. Matki Boskiej Dobrej Rady, neogotycki, zbudowany w 1897 r. Bardzo zniszczony po przejściu frontu, odbudowany przez mieszkańców po zakończeniu wojny. Na wyposażeniu m.in. cudowny obraz Apostoła Judy.

- stara kuźnia leżąca na początku wsi z 1889 r.

### Galeria

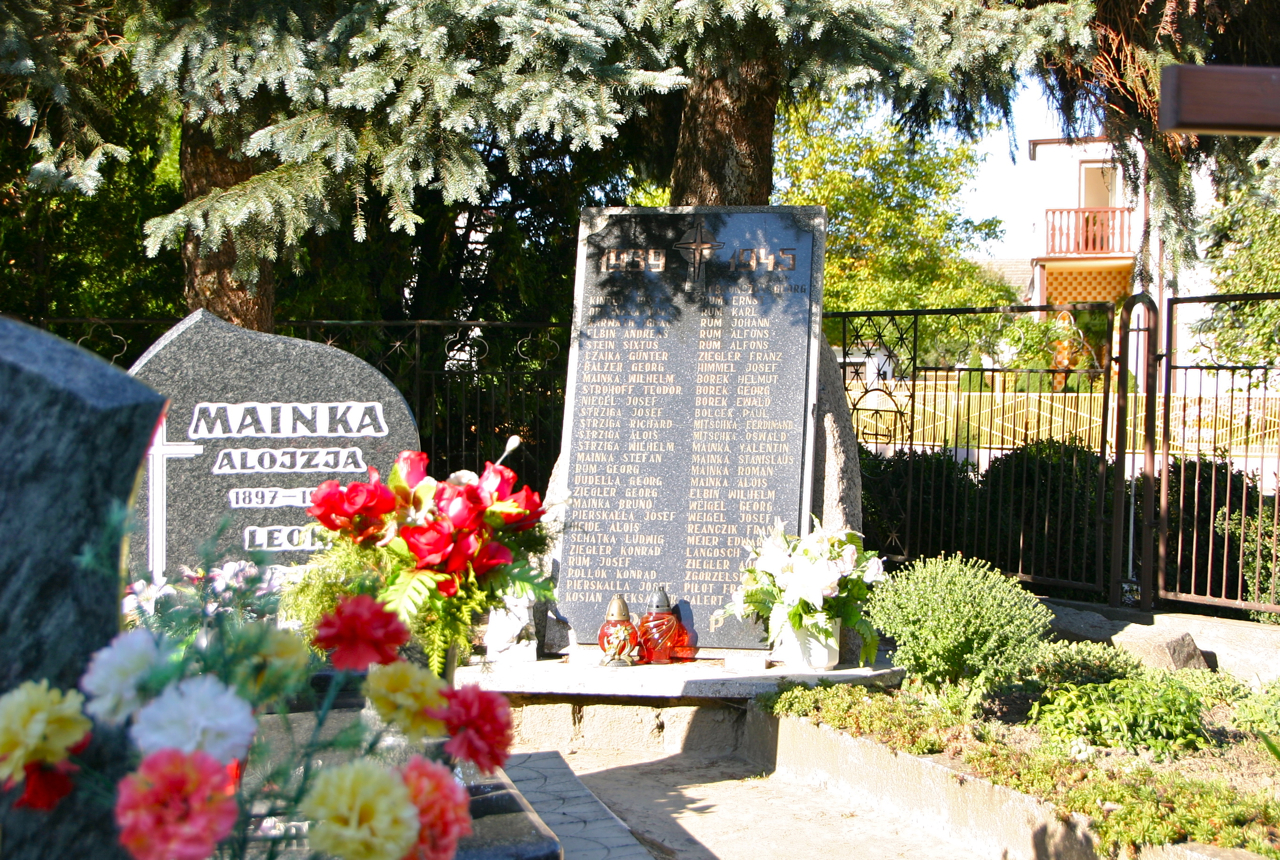
Tablica upamiętniająca żołnierzy
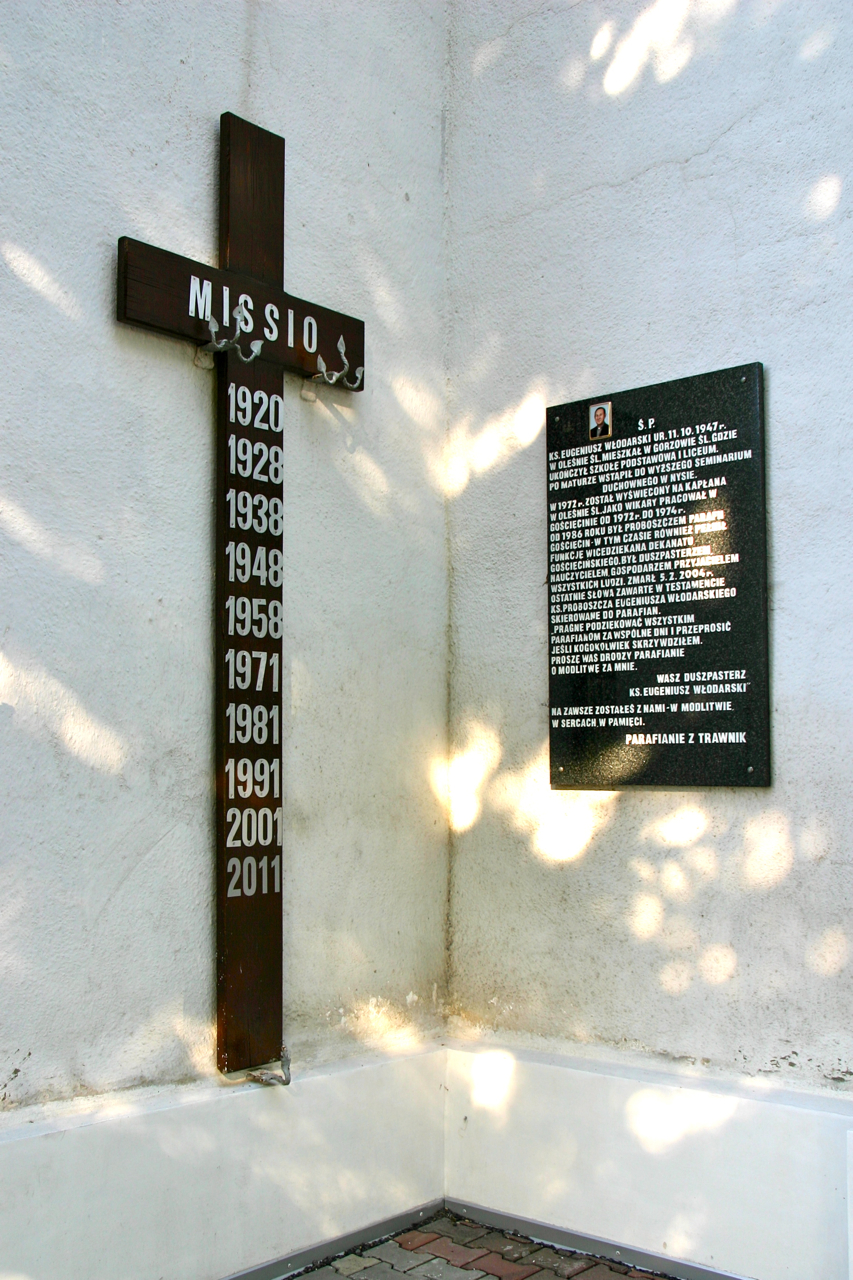
Krzyż Misyjny przy kościele, oraz tablica upamiętniająca proboszcza tej parafii
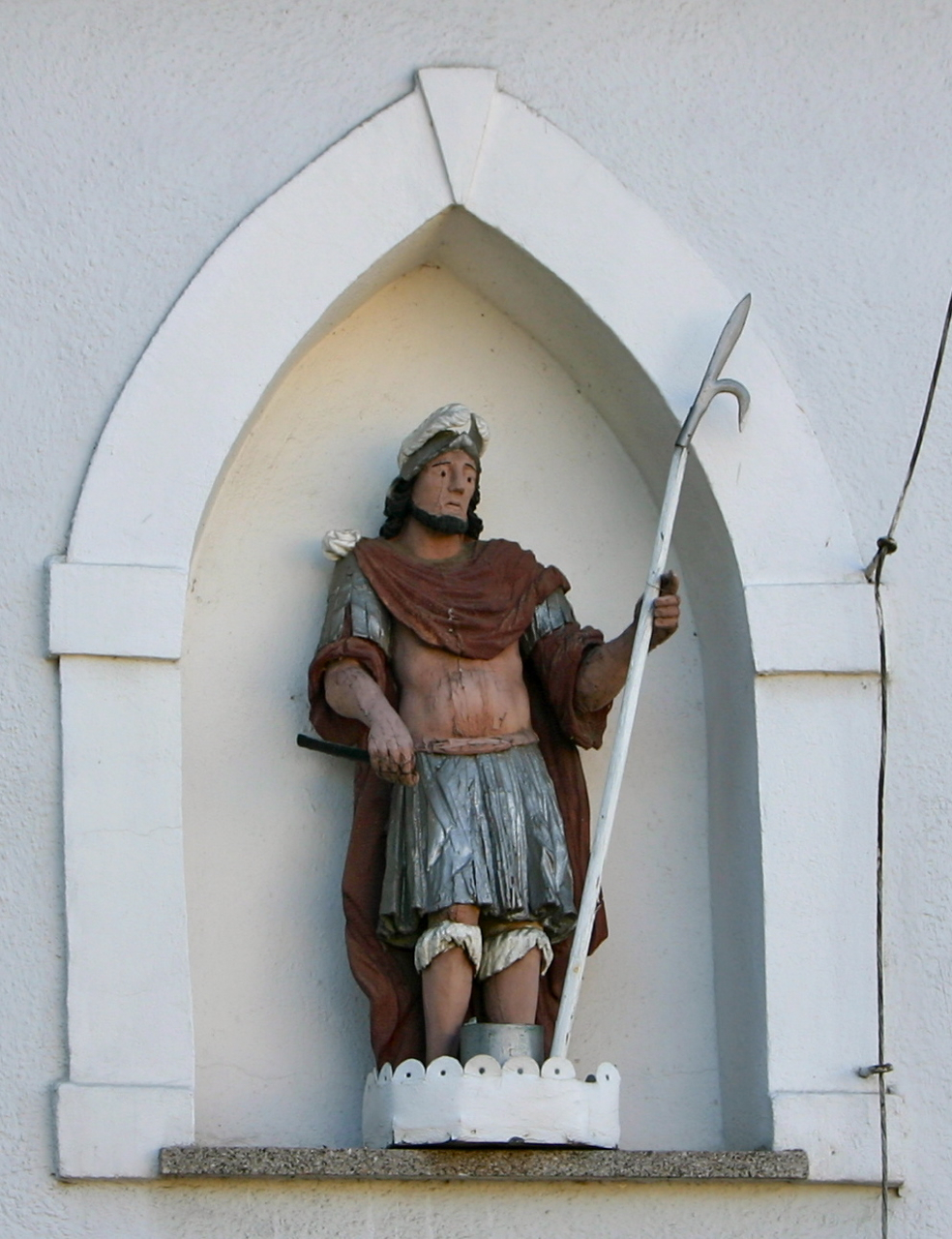
Figura św. Floriana przy kościele
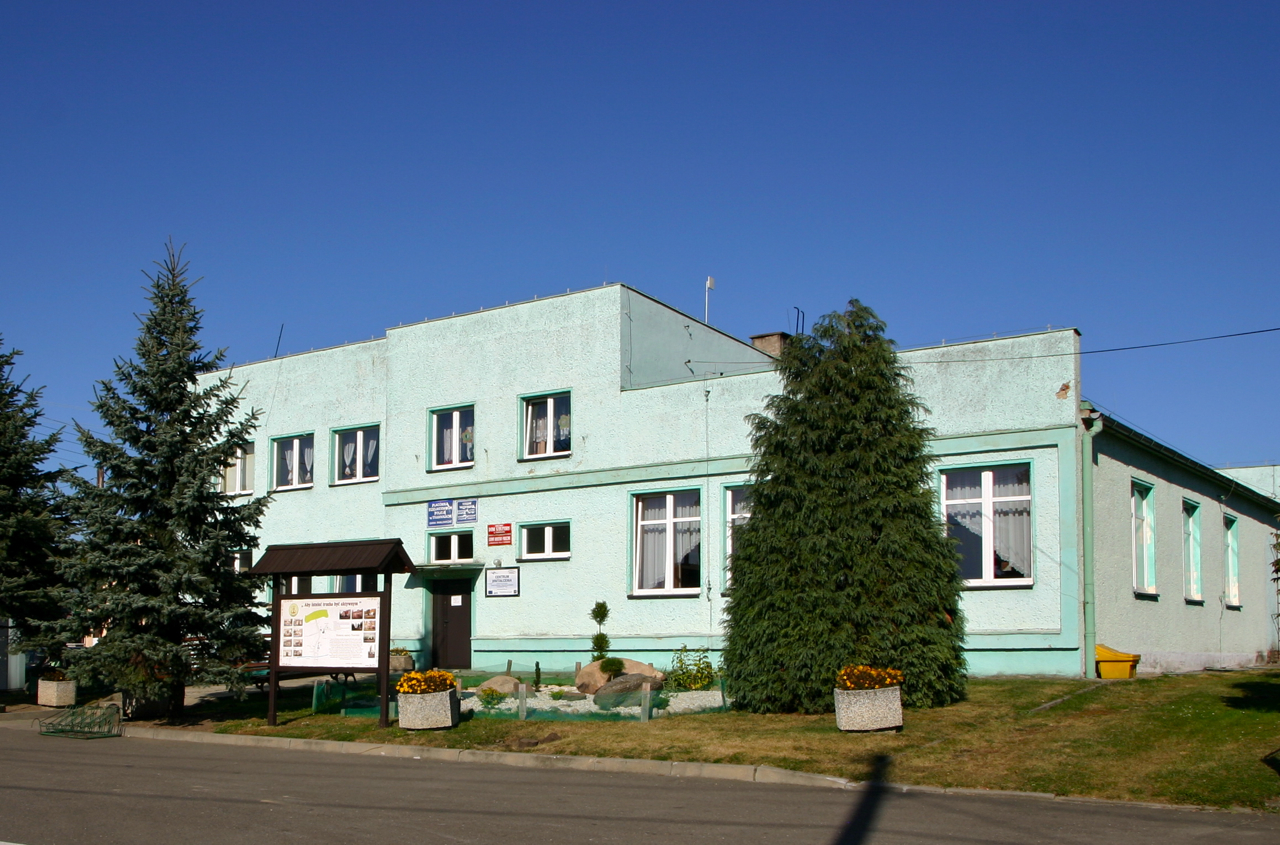
Dom Kultury
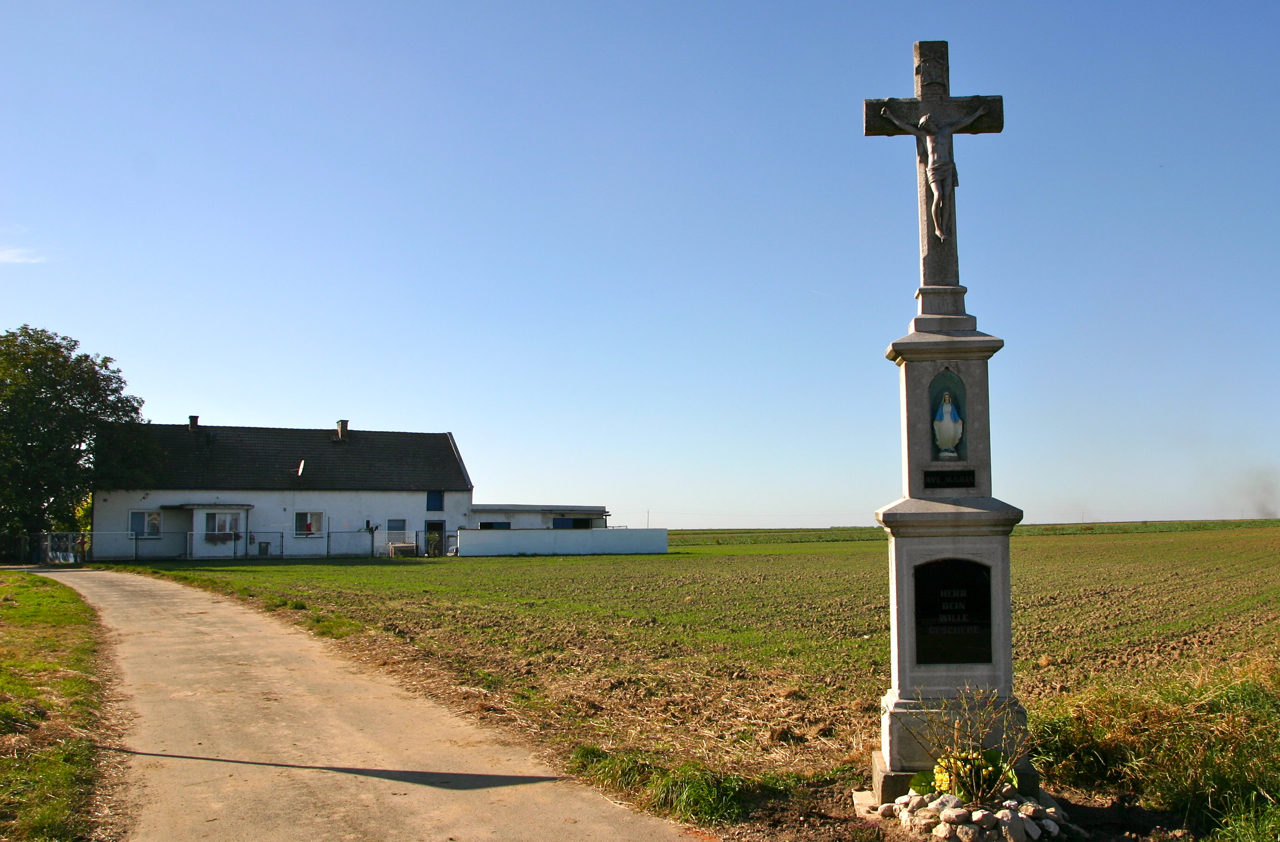
Krzyż polny w Trawnikach
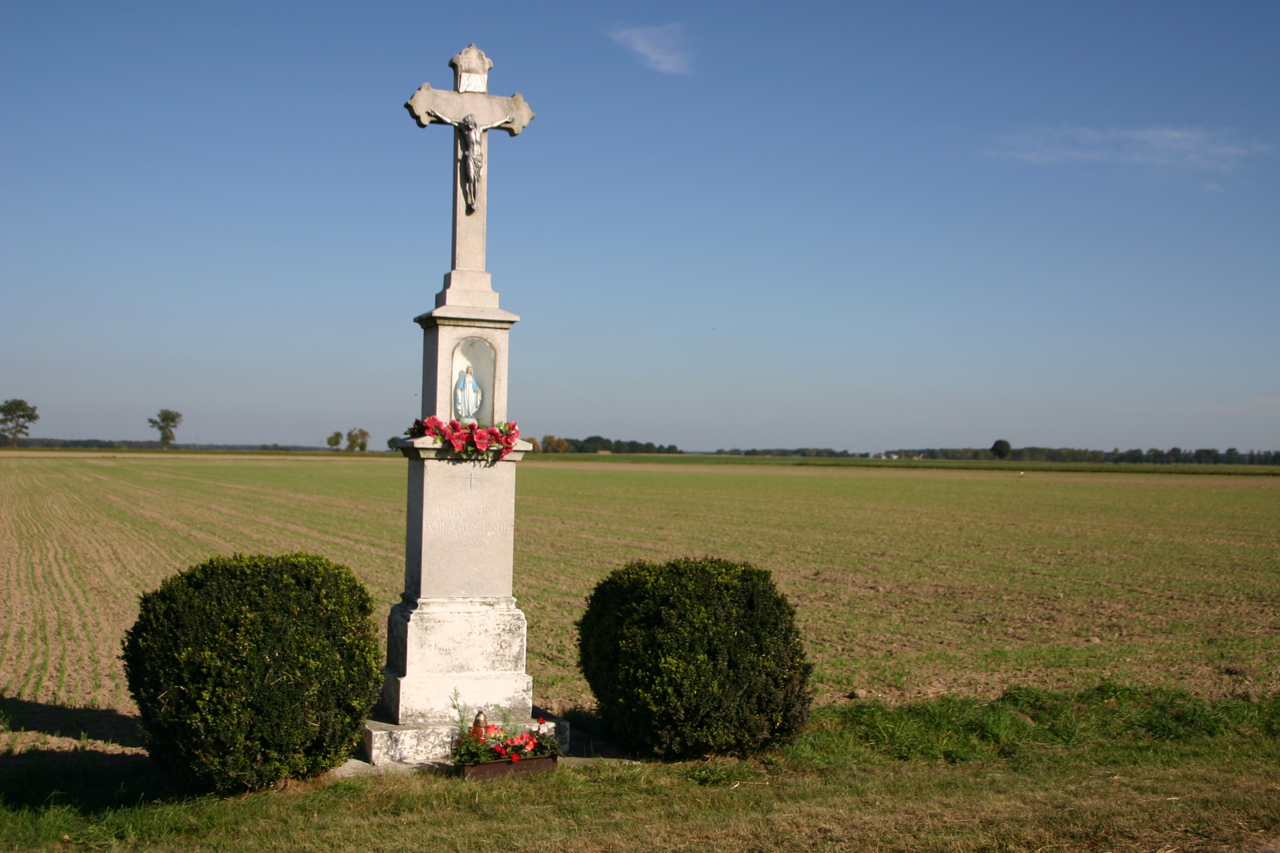
Krzyż polny w Trawnikach

## Transport
W zarządzie Wydziału Drogownictwa Starostwa Powiatowego w Prudniku znajduje się droga powiatowa nr 1249O relacji Stare Kotkowice – Wróblin – Trawniki.